# Breitensportturnier (Reiten)
Breitensportturniere oder Breitensportliche Wettbewerbe der Reiterei oder des Fahrens mit Pferden sind eine Wettbewerbsform für Freizeitreiter. Sie haben sich seit dem Aufkommen der Freizeitreiterei in Mitteleuropa, insbesondere in Deutschland seit Ende der 1950er Jahre in entwickelt. Im Unterschied zu Turnieren des Spitzensports steht bei Breitensportturnieren nicht der Leistungsgedanke, sondern die Vielfältigkeit im Mittelpunkt. 

## Allgemeines
Hauptaspekt des Breitensportlichen Wettbewerbs nach FN Wettbewerbsordnung (WBO) der Spaß mit dem Pferd und der partnerschaftliche und den Pferdebedürfnissen angepasste Umgang im Sinne des Horsemanship. Sie sind eine Möglichkeit für den Reiter, sich und sein Pferd zu testen und sich spielerisch mit seinen Mitstreitern zu vergleichen. 
Breitensportturniere können öffentlich und als großes Festival oder auch in kleinerem Rahmen im Verein oder im Reitbetrieb veranstaltet werden. Typische Wettbewerbe bei Breitensportturnieren sind z. B. Rittigkeitsprüfungen, Trail-Parcours, Geschicklichkeitsparcours, Caprilli-Tests, Gelassenheitsprüfungen, Töltgeschicklichkeit, Fahren am Boden, Fahnenrennen, Bänderrennen und vieles mehr. 
Ein erfolgreiches großes Breitensportturnier ist das Landesbreitensportturnier des Pferdesportverbandes Schleswig-Holstein, das seit 1996 jährlich im August in Bad Segeberg (2007 auch als Bundesbreitensportturnier) veranstaltet wird.
Das Hestadagar der Islandpferdereiter gehört zu den FN Breitensportturnieren nach WBO. Die Mounted Games haben ein eigenes Regelwerk.

## Einstieg in den Turniersport
Breitensportliche Wettbewerbe bieten darüber hinaus für viele Reiter den Einstieg in den klassischen Turniersport, vor allem durch die Teilnahme an Führzügelwettbewerben, Einfachen Reiterwettbewerben, Dressur- und Springwettbewerben. 
In Reiterwettbewerben kann das Reiten in Abteilungen mit bis zu acht Paaren verlangt sein.

## Gelassenheitsprüfung
Bei Gelassenheitsprüfungen (GHP) wird nicht die Leistung von Pferden abgefragt, sondern ihr Charakter, ihr Vertrauen in den Menschen und ihre Erziehung. Es wird anhand von speziellen Gelassenheitshindernissen überprüft, wie leicht sich ein Pferd aus dem Gleichgewicht bringen lässt und scheut. 
Bei manchen Gelassenheitshindernissen werden Situationen, die sich bei einem Ausritt ergeben können, nachgespielt: eine Schubkarre mit klapperndem Inhalt, ein Ball, der plötzlich hinter einer Hecke hervorrollt, raschelnde Flatterbänder, das Abspielen einer speziellen Geräusch-CD, ein unvermutet aufklappender Regenschirm oder die Müllpassage (Säcke, Mülltonnen, verschiedenartiger Müll, der auf dem Boden liegt), sowie Planken und Planen, die das Pferd mutig überschreiten soll. Auch Peitschenknallen, oder Berührung des Pferdes an allen Körperteilen, außer am Kopf, kann zum Gelassenheitstraining eingesetzt werden.
Bei manchen Hindernissen wird der tägliche Umgang mit dem Pferd abgefragt: beispielsweise soll sich das Pferd mit einer Sprühflasche einsprühen lassen (Fliegenspray im Sommer), es soll seine Hufe in einen Wassereimer stellen (Hufpflege), eine Plane, die ihm auf den Rücken gelegt wird, tolerieren (Pferdedecke im Winter) und geduldig neben einer Aufsteighilfe darauf warten, dass der Reiter aufsteigt. 
Es gibt auch verschiedene Geschicklichkeitshindernisse aus Stangen. Es soll sich beispielsweise rückwärts durch eine L-förmige Stangengasse führen lassen und aufmerksam und vorsichtig über verschiedene Stangen schreiten. Eine Vertrauens- und Gehorsamsprüfung stellt das Stangen-U dar, in das das Pferd gestellt wird und auf ein Zeichen darin stehen bleiben muss, wenn der Begleiter aus dem U heraustritt.
Dabei ist wichtig, dass das Pferd aufmerksam ist und die Hindernisse wahrnimmt und nicht einfach desinteressiert durch den Parcours trottet.
Es gibt zwei verschiedene geführte Gelassenheitsprüfungen und eine gerittene Gelassenheitsprüfung, an der ein Paar erst dann teilnehmen darf, wenn es eine geführte GHP erfolgreich absolviert hat.
Auch Polizeipferde werden einem ausführlichen Gelassenheitstraining unterzogen. Die Pferde lernen unter anderem durch Feuerwerkskracher zu gehen, Schüsse, Schreie, Lärm und Gedränge in lauten Menschenmengen, beispielsweise nach einem Fußballspiel zu tolerieren.